# Martinus van Braga

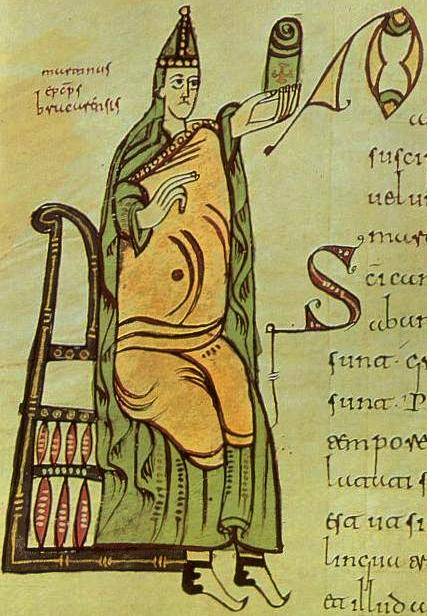
Martinus van Braga (Codex Vigilanus (976), Handschrift uit de bibliotheek van het Escorial, Escorialensis d I 2, fol.214)

Martinus van Braga (ca. 510 - 580), was heilige, aartsbisschop van Braga en apostel van de Sueben in Gallaecia.
Martinus van Braga, ook bekend als  Martinho Dumiense, Martinho Bracarense of  Martinho da Panónia , werd in het begin van de 6e eeuw geboren in Pannonië, het tegenwoordige Hongarije, Slavonië en Vojvodina. Hij staat bekend als de "apostel van de Sueben" omdat hij het meest verantwoordelijk wordt geacht voor hun bekering van het arianisme naar het katholicisme. Martinus staat ook bekend om de naamgeving van de dagen van de week in het Portugees. Zijn naamdag is 20 maart.

## Biografie

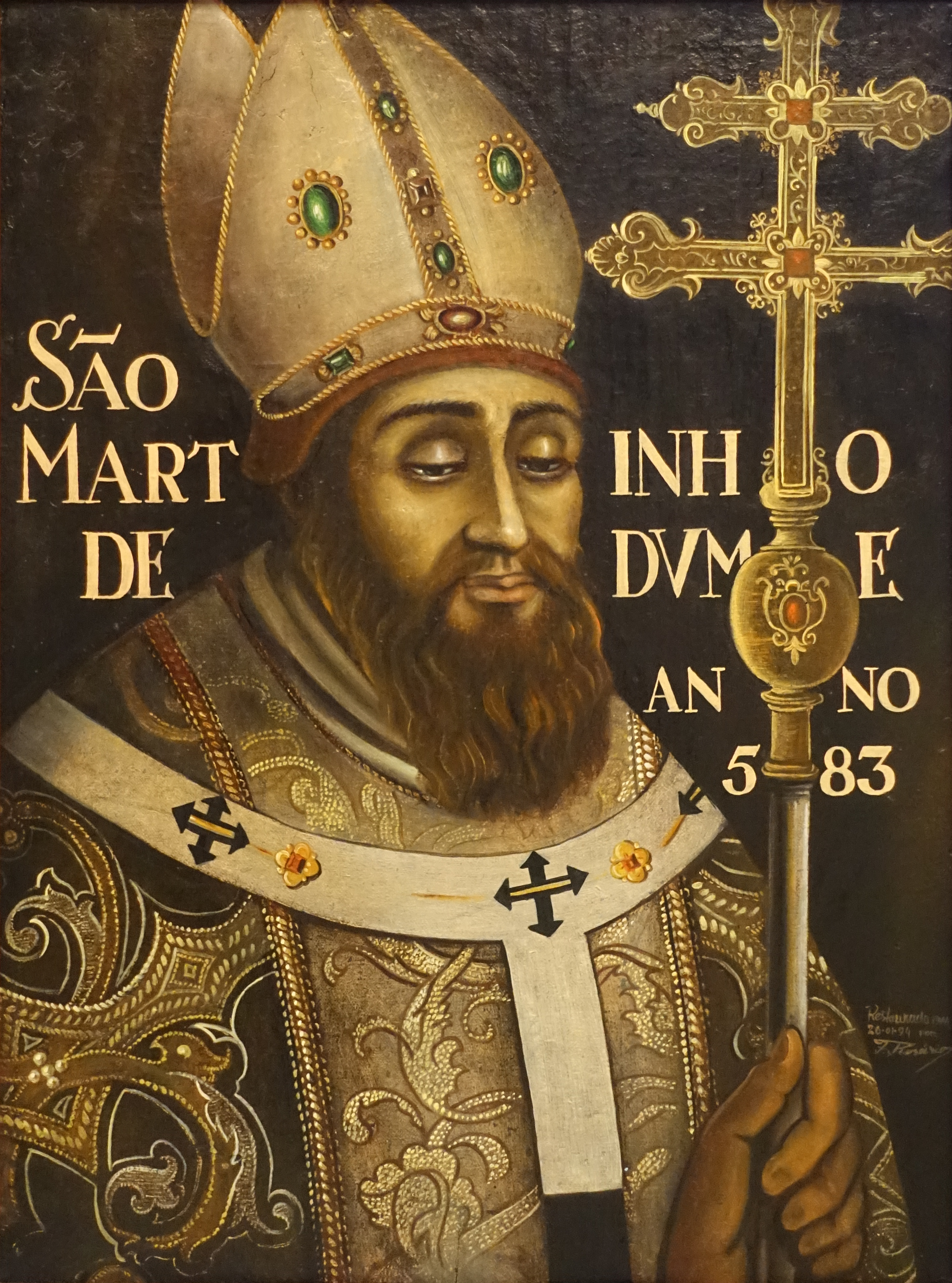
Martinus, Aartsbisschop van Braga

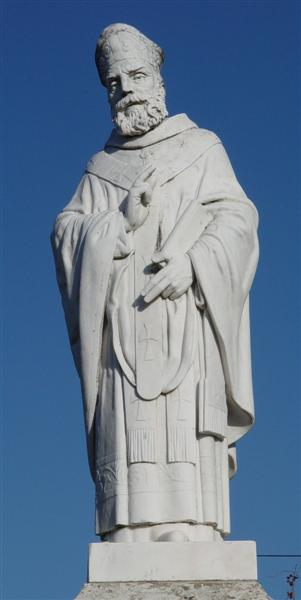
Standbeeld van Martinus

Hij maakte een pelgrimsreis naar het Heilige Land, waar hij monnik werd en Griekse taal en kerkelijke wetenschappen studeerde. Daarna zette hij zijn studies voort in Rome en Frankrijk, waar hij ook het graf van zijn naamgenoot Martinus van Tours bezocht.
Hij vestigde een klooster in Dume, een dorp in de buurt van Bracara Augusta, het huidige Braga, van waaruit hij zijn prediking begon. Hij richtte het bisdom van Dume op (een uniek geval in de christelijke geschiedenis - het beperkte zich tot dat klooster dat hij voorzat), waarvan hij in 556 de eerste bisschop was.
Door een vacature van het bisdom Braga in 569, werd hij metropoliet van Braga, toen hoofdstad van het Sueben-koninkrijk. Hij stichtte in Cedofeita bij Porto de kerk en het klooster van Sao Martinho de Tours. Deze stad was een belangrijke militaire en administratieve post van de Sueben.
Hij had een ontmoeting met de Raad van Braga in 563, nadat hij verboden had om hymnes en liedjes met populair karakter te zingen in de missen en andere vieringen. Door de jaren heen werd de liturgische muziek vastgelegd in het Cantochon, maar de mensen volgden hun oude muzikale gewoonten en gebruikten enkele van deze liederen van de kerk en maakten ze populair, waardoor ze hun eigen interpretatie kregen.
Naast het strijden voor orthodoxie en tegen het arianisme was hij ook een vruchtbaar schrijver. Hij schreef een aantal canonieke en liturgische geschriften. Hij blonk ook uit als vertaler (namelijk decreten van concilies uit het Oost-Romeinse Rijk en overdenkingen van Egyptische priesters).
Martinus van Braga is ook van belang voor de geschiedenis van de Portugese cultuur en taal; hij vond het onwaardig voor goede christenen om de dagen van de week te blijven noemen met de heidense namen Lunae, Martis etc. Hij was de eerste die kerkelijke terminologie gebruikte om ze aan te duiden (Feria secunda, Feria tertia; tweede dag, derde dag voor maandag, dinsdag etc.). Vandaar de aanduiding in de Portugese taal, een uniek geval onder de Romaanse talen, omdat het de enige taal was die de heidense terminologie volledig verving door de christelijke. Dit verklaart het feit dat de oudste in het Portugees geschreven documenten, sterk beïnvloed door dit kerkelijke Latijn, geen spoor hebben van de oude Romeinse benamingen van de weekdagen, het bewijs van de krachtige actie die Martinus en zijn opvolgers hebben ondernomen om de namen te vervangen.
Hij stierf op 20 maart 579 en werd begraven in de kathedraal van St. Martinus in Dume.
Voor zichzelf componeerde hij het volgende grafschrift: Geboren in Pannonia, overstekende uitgestrekte zeeën, gedreven door goddelijke tekenen naar de boezem van Galicië, heilige bisschop in deze kerk, o biechtvader Martin, heeft daarin de aanbidding en viering van de mis ingesteld. Na u gevolgd te zijn, o beschermheer, rust ik, uw dienaar Martin, gelijk in naam niet waardig, nu hier in de vrede van Christus.
Vanaf de 10e of 11e eeuw nam de betekenis van de kerk in Dume af en raakte vervolgens in onbruik en verval. Aan het eind van de 20e eeuw vonden op de plek van kerk en klooster in Dume archeologische opgravingen plaats. De gevonden artefacten kwamen terecht in het Museu Dom Diogo de Sousa, in Braga.

## Werken
- Opuscola Septem
- Opuscolum De Superbia
- Opuscolum Formula De Honestae Vitae
- Opuscolum Libellus De Moribus
- Opuscolum Pro Repellenda Jactantia
- Opusculum De Ira
- Opusculum De Pascha
- Opusculum Exhortatio Humilitatis
- Varii Versus

## Afbeeldingen

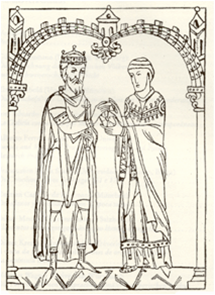
Martinus met koning Miro van Gallaecia van de Sueben
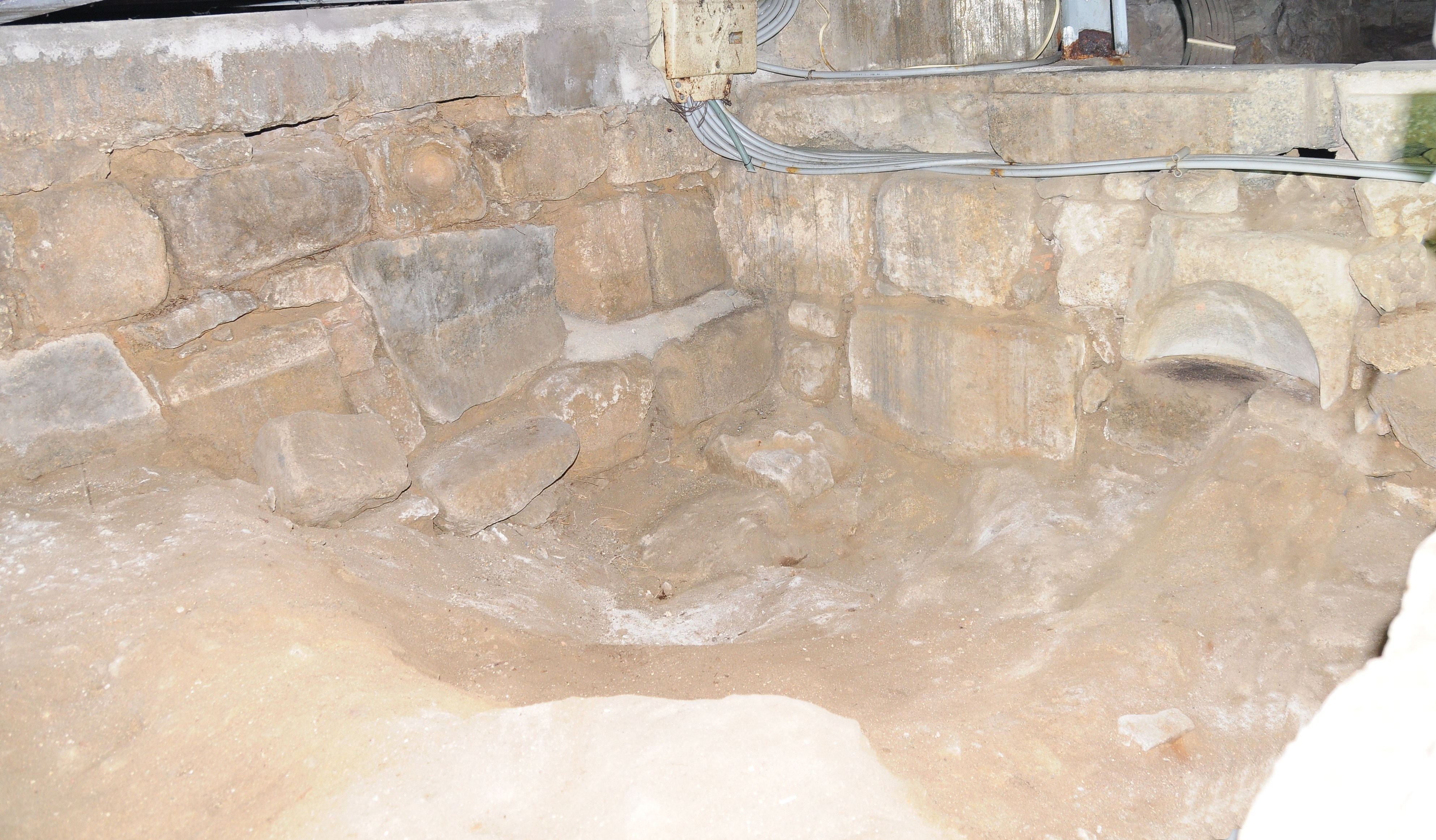
Overblijfselen van de kerk van Dume na opgravingen
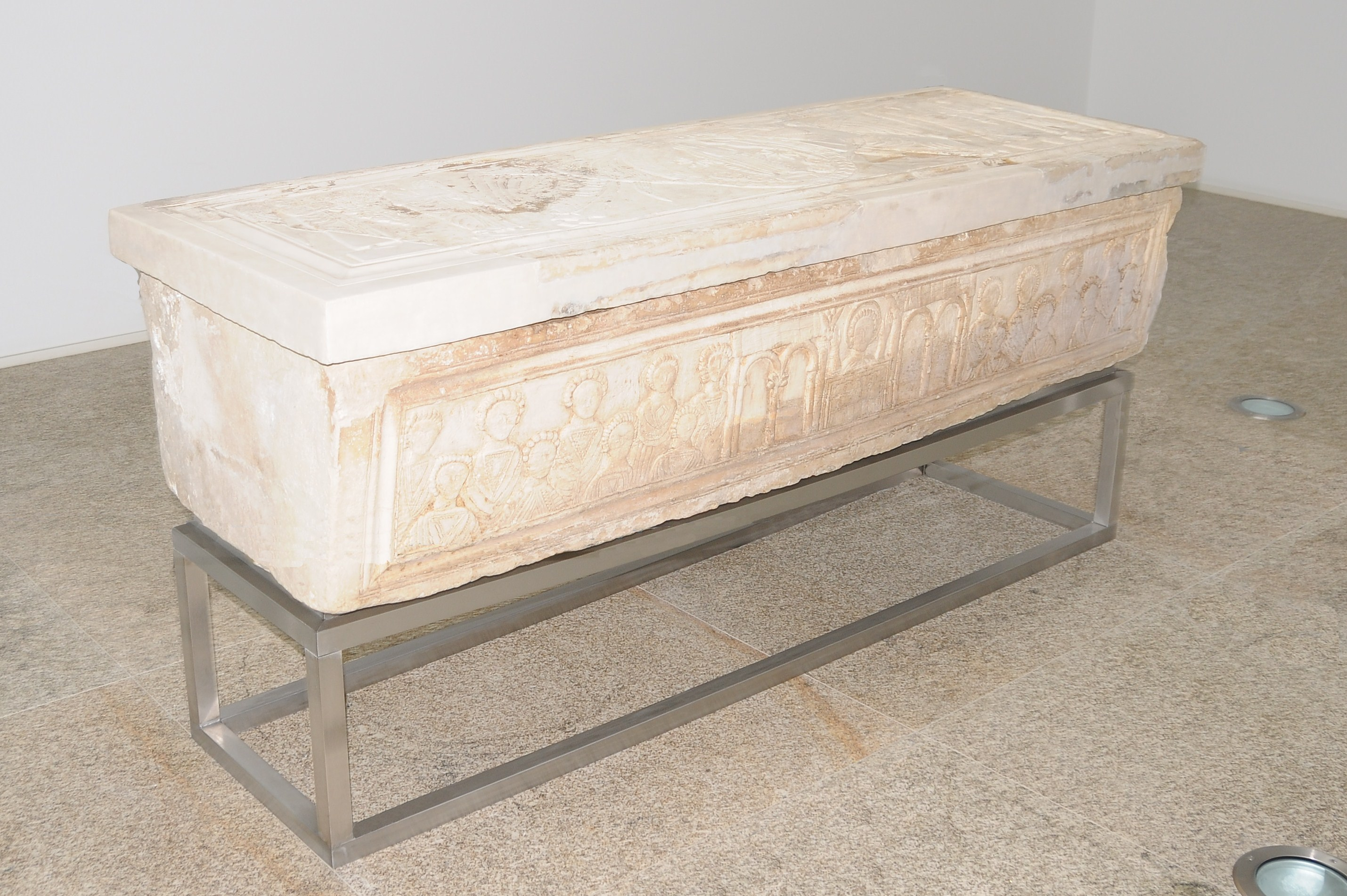
Graftombe van Martinus van Braga